# Жозе Марсело Феррейра
Жозе Марсело Ферейра (порт. José Marcelo Ferreira), більш відомий як (порт. Zé Maria, нар. 25 липня 1973, Оейрас) — бразильський футболіст, що грав на позиції захисника. По завершенні ігрової кар'єри — тренер. З 2016 року очолює тренерський штаб кенійської команди «Гор Махіа».
Виступав за ряд клубів на батьківщині, а також значну частину кар'єри провів в Італії, де грав за клуби «Парма», «Перуджа» та «Інтернаціонале». Виступаючи на Апеннінах став чемпіоном Італії, дворазовим володарем Кубка Італії, володарем Суперкубка Італії та переможцем Кубка Інтертото. Крім того виступав за національну збірну Бразилії. У складі збірної — володар Кубка Америки та Кубка Конфедерацій.

## Клубна кар'єра
У дорослому футболі дебютував 1991 року виступами за команду клубу «Португеза Деспортос», в якому провів чотири сезони, два з яких в оренді в клубах «Сержипі» та «Понте-Прета».
У 1996 році він приєднався до «Фламенго», за який провів півсезону, після чого б куплений італійською «Пармою». За «Парму» Зе Марія грав два роки, після чого перебрався в «Перуджу». У новому клубі справи у Зе Марії справи не пішли, він довго не міг потрапити в стартовий склад, тому кілька разів віддавався в оренду до бразильських клубів, але, зрештою, виграв конкуренцію на правому фланзі оборони, ставши одним з ключових гравців команди. Разом з «Перуджею» Зе Марія виграв Кубок Інтертото і грав у Кубку УЄФА.
У 2004 році «Перуджа» залишила Серію А і Зе Марія захотів змінити прописку. Влітку 2004 року захисника підписав міланський «Інтернаціонале», де за два сезони бразилець зіграв лише 29 матчів, будучи здебільшого дублером, хоча і виграв з командою національний чемпіонат, Кубок і Суперкубок.
У 2006 році Зе Марія на правах вільного агента приєднався до іспанського «Леванте». Однак кар'єра в Іспанії у Зе Марії не задалася і через рік він залишив команду. У 2008 році бразилець безуспішно намагався працевлаштуватися в англійські команди «Квінз Парк Рейнджерс» та «Шеффілд Юнайтед». У січні 2008 року він повернувся в рідну «Португезу», за яку грав півроку.
У серпні Зе Марія несподівано прийняв пропозицію від аматорського клубу «Читта-ді-Кастелло», де відіграв сезон і в 2009 році повісив бутси на цвях. Проживає в Італії. Згодом він заснував власну футбольну школу в Перуджі.

## Виступи за збірну
1996 року дебютував в офіційних матчах у складі національної збірної Бразилії. Протягом кар'єри у національній команді, яка тривала 6 років, провів у формі головної команди країни 27 матчів, забивши 1 гол. Він не був заявлений на жодний чемпіонат світу, але взяв участь в двох Кубках Конфедерацій, в тому числі і в першому, що проходив у Саудівській Аравії, який його збірна виграла, а на Кубку конфедерацій 2001 року в Японії і Південній Кореї зайняв з командою 4 місце.
Також Зе Марія взяв участь у Кубку Америки 1997 року у Болівії, здобувши того року титул континентального чемпіона. Крім того Бразилія двічі поспіль була запрошена на Золотий кубок КОНКАКАФ у США, куди також Зе Марія їздив, здобувши на турнірі 1996 року «срібло», а 1998 року — бронзові нагороди.
У 1996 році Зе Марія допоміг олімпійській збірній Бразилії виграти бронзову медаль на літніх Олімпійських іграх в Атланті, зігравши у всіх шести матчах.

## Кар'єра тренера
З вересня 2009 року він викладав футбол дітям спортивного клубу «Дон Боско Перуджа», в Перуджі. У січні 2010 року зробив стажування в «Інтері» на запрошення Жозе Моурінью.
16 березня 2010 року Зе Марія став тренером клубу «Читта-ді-Кастелло», що виступав у Еччеленці. 25 серпня того року він очолив «Катандзаро» з Секонда Дівізіоне, проте провів у команді лише 9 турів і покинув клуб на початку листопада.
5 липня 2012 року в Коверчано Зе Марія отримує звання тренера категорії УЄФА Pro, що дає право очолити команду з вищого дивізіону. У січні 2015 році він стає тренером румунського «Чахлеула». Перед 41-річним наставником була поставлена задача зберегти для команди прописку в елітному дивізіоні.
, але вже 14 квітня, після поразки від клубу «Газ Метан» його було звільнено, але гравці тоді відстояли свого тренера від претензій італійського власника клубу Анджело Массоне, зо що, він назвав футболістів «румунськими рабами». Через тиждень «Чахлеул» знову програв, цього разу «Ботошані», і Массоне все ж вручив повідомлення про звільнення Зе Марії, мовчки вручивши бразильцеві авіаквиток в Італію.
На початку 2016 року Зе Марія очолює кенійський клуб «Гор Махіа», з яким став віце-чемпіоном країни та фіналістом національного кубка.

## Титули і досягнення

### Гравець
- Переможець Ліги Каріока (1):

«Фламенго»: 1996
- Чемпіон Італії (1):

«Інтернаціонале»: 2005–06
- Володар Кубка Італії (2):

«Інтернаціонале»: 2004–05, 2005–06
- Володар Суперкубка Італії (1):

«Інтернаціонале»: 2005
- Володар Кубка Інтертото (1):

«Перуджа»: 2003
- Володар Кубка Америки (1):

Бразилія: 1997
- Володар Кубка конфедерацій (1):

Бразилія: 1997
- Бронзовий олімпійський призер: 1996
- Срібний призер Золотого кубка КОНКАКАФ: 1996
- Бронзовий призер Золотого кубка КОНКАКАФ: 1998

### Тренер
- Володар Суперкубка Албанії (1):

«Тирана»: 2017